# The Greenbrier Companies
The Greenbrier Companies (NYSE: GBX) er en amerikansk producent af togvogne, som er baseret i Lake Oswego, Oregon. Greenbrier er især specialiseret i godsvogne og refurbishing af togvogne samt diverse dele til togvogne. De har 12.155 ansatte og omsætter for 2,8 mia. $. Virksomheden blev etableret i 1981 og børsnoteret i 1994.